# Enlinia lamellata
Enlinia lamellata är en tvåvingeart som beskrevs av Robinson 1969. Enlinia lamellata ingår i släktet Enlinia och familjen styltflugor.
Artens utbredningsområde är San Luis Potosí (Mexiko). Inga underarter finns listade i Catalogue of Life.